# Canyon SRAM Racing/Saison 2022
Diese Liste beschreibt den Kader und die Erfolge des Radsportteams Canyon SRAM Racing in der Saison 2022.

## Kader
| Teamkader 2022          | Teamkader 2022     | Teamkader 2022         | Teamkader 2022                              |
| Name                    | Geburtsdatum       | Land                   | Vorheriges Team                             |
| ----------------------- | ------------------ | ---------------------- | ------------------------------------------- |
| Alena Amjaljussik       | 6. Februar 1989    | Belarus                | Astana BePink Womens (2014)                 |
| Alice Barnes            | 17. Juli 1995      | Vereinigtes Königreich | Drops (2017)                                |
| Shari Bossuyt           | 5. September 2000  | Belgien                | NXTG Racing (2021)                          |
| Neve Bradbury           | 11. April 2002     | Australien             |                                             |
| Elise Chabbey           | 24. April 1993     | Schweiz                | Équipe Paule Ka (2020)                      |
| Tiffany Cromwell        | 6. Juli 1988       | Australien             | Orica-AIS (2013)                            |
| Chloé Dygert            | 1. Januar 1997     | Vereinigte Staaten     | Sho-Air Twenty20 (2020)                     |
| Ella Harris             | 18. Juli 1998      | Neuseeland             | Mike Greer Homes Womens Cycling Team (2018) |
| Lisa Klein              | 15. Juli 1996      | Deutschland            | Cervélo Bigla (2017)                        |
| Katarzyna Niewiadoma    | 29. September 1994 | Polen                  | WM3 (2017)                                  |
| Soraya Paladin          | 4. Mai 1993        | Italien                | Liv Racing (2021)                           |
| Pauliena Rooijakkers    | 12. Mai 1993       | Niederlande            | Liv Racing (2021)                           |
| Sarah Roy               | 27. Februar 1986   | Australien             | Team BikeExchange (2021)                    |
| Maud Oudeman            | 29. September 2003 | Niederlande            |                                             |
|                         |                    |                        |                                             |
| Quelle: ProCyclingStats |                    |                        |                                             |

## Siege
| Siege   | Siege                           | Siege   | Siege  | Siege                | Siege |
| Datum   | Rennen                          | Staat   | Klasse | Siegerin             |       |
| ------- | ------------------------------- | ------- | ------ | -------------------- | ----- |
| 17. Mai | Durango-Durango Emakumeen Saria | Spanien | 1.1    | Pauliena Rooijakkers |       |